# Kinwat
Kinwat är en ort i Indien.   Den ligger i distriktet Nanded och delstaten Maharashtra, i den centrala delen av landet, 1 000 km söder om huvudstaden New Delhi. Kinwat ligger 317 meter över havet och antalet invånare är 25 956.
Terrängen runt Kinwat är platt åt sydväst, men åt nordost är den kuperad. Runt Kinwat är det ganska tätbefolkat, med 139 invånare per kvadratkilometer. Det finns inga andra samhällen i närheten. Omgivningarna runt Kinwat är en mosaik av jordbruksmark och naturlig växtlighet.